# Calvin Robinson

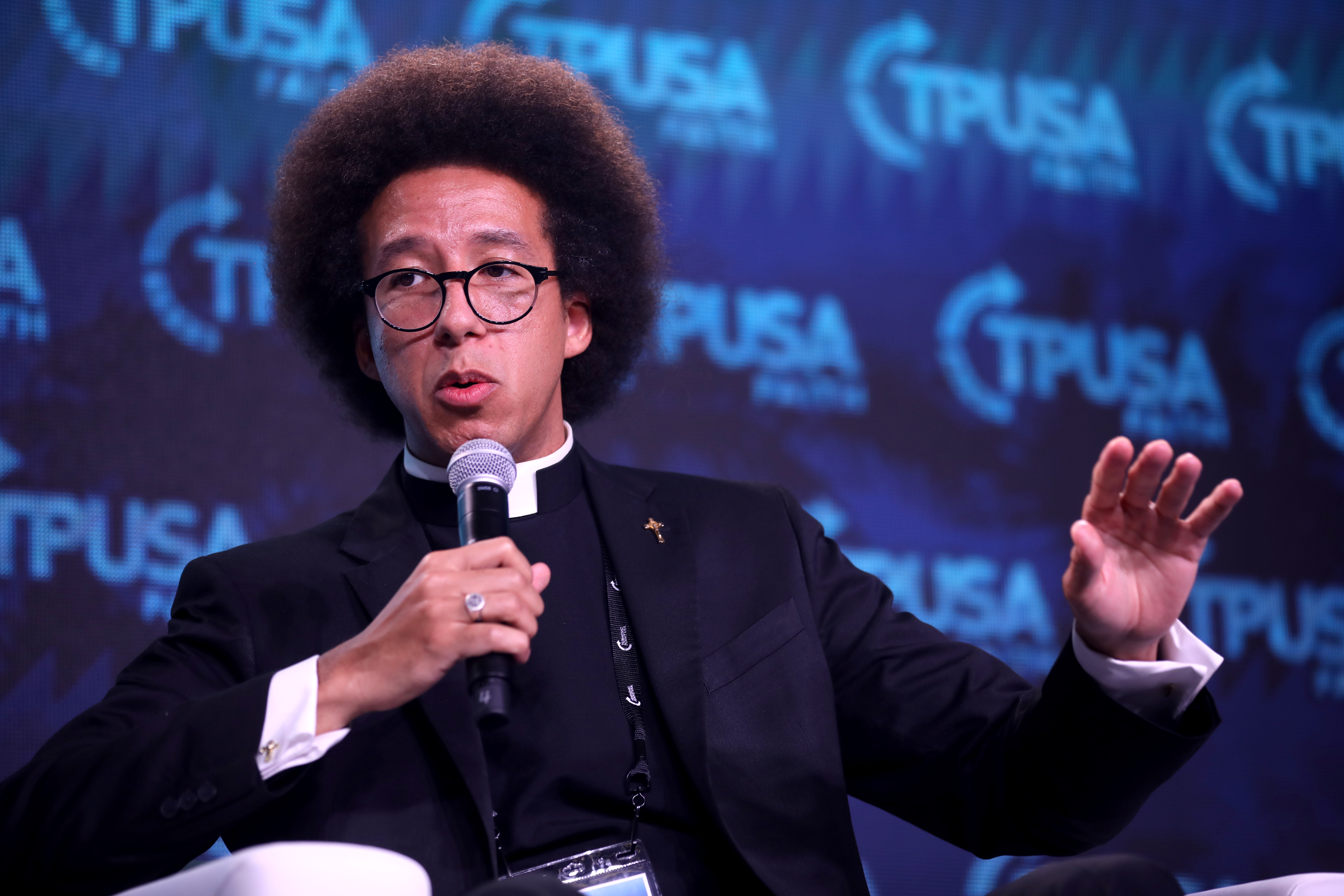
Calvin Robinson bei einer Veranstaltung von Turning Point USA, 2023

Calvin John Robinson (* 29. Oktober 1985) ist ein englischer Theologe, Schriftsteller, Medienpersönlichkeit und anglo-katholischer Priester. Er schreibt Artikel für The Daily Telegraph, The Daily Mail, Spiked und First Things.

## Leben

### Jugend und Ausbildung
Robinson beschreibt seinen Hintergrund als „halb weiß, halb schwarz“. Seine Großeltern väterlicherseits waren als Mitglieder der Windrush-Generation aus Jamaika eingewandert. Er wurde in Mansfield, Nottinghamshire, England, geboren und wuchs dort auf. Er studierte an der University of Westminster, wo er einen Abschluss in Design und Programmierung von Computerspielen machte.

### Ausbildung
Robinson war in der Technologiebranche tätig, bevor er sich zum Lehrer ausbilden ließ. Er unterrichtete Informatik an der St Maryʼs and St John's Church of England School in Hendon, wo er Leiter der IT-Abteilung und später stellvertretender Schulleiter wurde. Im Jahr 2017 war Robinson in einem Werbespot zu sehen, in dem für den Lehrerberuf geworben wurde. Er war Journalist für Videospiele und ist außerdem Eigentümer der Videospielseite God is a Geek.

### Als Politiker
Im Jahr 2016 trat Robinson bei Nachwahlen im Bezirk Kilburn des Stadtrats von Brent als Kandidat der Konservativen Partei an. Er wurde vom Kandidaten der Labour-Partei besiegt. Im Jahr 2018 kandidierte er für den Stadtrat von Camden im Wahlbezirk Swiss Cottage. Auch hier unterlag er dem Kandidaten der Labour-Partei.
Robinson trat bei den Parlamentswahlen 2019 als Kandidat der Brexit Party für Broxtowe an, zog seine Kandidatur jedoch zurück, um den Kandidaten der Konservativen zu unterstützen.
Robinson hatte auch verschiedene Positionen in rechtsgerichteten politischen Organisationen und Kampagnen inne, darunter Defund the BBC, Unite2Leave (eine taktische Pro-Brexit-Abstimmungskampagne) und Conservative Way Forward. Er hat einen Beitrag zu Black Lives Matter UK: An Anthology, einem Bericht der Henry Jackson Society, der sich gegen Black Lives Matter und „hard-link identity politics“ wendet. Robinson hat behauptet, dass er durch seinen Kommentar zur Zielscheibe von rassistischen Beschimpfungen geworden ist.

### Medienarbeit
Robinson hat auch für talkRADIO und als Fernsehmoderator bei GB News gearbeitet, wo er seit Ende 2022 regelmäßig am Sonntagnachmittag Calvins Kreuzzug für den gesunden Menschenverstand moderierte. Am 4. Oktober 2023 wurde er von GB News entlassen. Er hatte sich mit seinen Kollegen Laurence Fox (welcher zum gleichen Zeitpunkt entlassen wurde) und Dan Wootton solidarisiert. Im Februar 2024 wurde Calvins Kreuzzug für den gesunden Menschenverstand auf der Online-Plattform Lotus Eaters neu aufgelegt.

### Wirken als anglikanischer und nordisch-katholischer Kleriker
Robinson absolvierte von 2020 bis 2022 ein zweijähriges Theologiestudium in St. Stephenʼs House, Oxford, in der Hoffnung, zum Diakon in der Kirche von England geweiht zu werden. Es gelang ihm jedoch nicht, eine Pfarrstelle in der Diözese London zu erhalten, so dass er nicht zum Diakon in der Church of England geweiht wurde.
Robinson reichte daraufhin bei der Kirche einen Antrag auf Zugang zu den Akten ein, um die Entscheidung zu verstehen. Diese enthüllte E-Mail-Gespräche zwischen Jonathan Baker, dem Bischof von Fulham, und Rob Wickham, dem Bischof von Edmonton, in denen Bedenken über Robinsons „libertäre, anti-woke, anti-identitätspolitische, COVID-Maßnahmen-skeptische“ politische Ansichten und seine Nutzung sozialer Medien, insbesondere Twitter, um diese zu verbreiten, geäußert wurden. Die Diözese London gab später eine Erklärung heraus, in der sie auf die „begrenzte Anzahl verfügbarer Pfarrstellen“ hinwies und betonte, dass freie Stellen sorgfältig „von Fall zu Fall geprüft“ würden und dass „in diesem Fall keine geeignete“ Pfarrstelle zur Verfügung stehe, die die Diözese anbieten könne.
Die Entscheidung, Robinson die Weihe zu verweigern, wurde innerhalb der Kirche und von konservativen Medien kritisiert, insbesondere von Angela Tilby, der emeritierten Kanonikerin der Kathedrale von Oxford. Robinson bezeichnete die Entscheidung als „sehr engstirnig“, die das Ergebnis seiner „Anti-Woke“-Einstellung und seiner Kritik an „liberalen Vikaren mit Herzblut“ sei.
Aufgrund dieser Entscheidung verließ Robinson die Kirche von England und schloss sich der Free Church of England an, die in Deutschland der Reformierten Episkopalkirche entspricht. Hier wurde er im Juni 2022 durch Bischof Paul Hunt zum Diakon geweiht und zum Pfarrer der Christ Church in Harlesden (London Borough of Brent) ernannt. 
2023 trat er in die Nordisch-Katholische Kirche über und wurde im November des gleichen Jahres durch Bischof Roald Nikolai Flemestad zum Priester geweiht. Unter dessen geistlicher Aufsicht tat er weiterhin an seiner bisherigen Wirkungsstätte Dienst. 2024 emigrierte Calvin Robinson in die USA. Seit 1. September 2024 war er leitender Pfarrer der St. Paul’s Anglican Catholic Church in Grand Rapids, Michigan.
Am 25. Januar 2025 zeigte er bei einer Rede gegen das Recht auf Abtreibung eine dem Hitlergruß ähnliche Geste. Trotz seiner Angabe, er habe Elon Musk imitiert, und es sei ein Scherz gewesen, entließ ihn die Anglican Catholic Church und teilte mit: auch wer den Hitlergruß als Scherz nachahme oder seine politischen Gegner trollen wolle, trivialisiere damit den Schrecken des Holocaust. Im Mai 2025 kündigte Robinson in seinem Podcast an, dass seine bisherigen Gemeinde in Grand Rapids beschlossen habe, die Anglican Catholic Church zu verlassen. Er selber habe eine Lizenz von der Reformierten Episkopalkirche erhalten, dieser Gemeinde zukünftig als Pastor zu dienen. Steve Wood, der Erzbischof der Anglican Church in North America (ACNA), zu der die Reformierte Episkopalkirche gehört, distanzierte sich am 12. Mai 2025 von Calvin Robinson und sagte, dass er in ihm keinen guten Repräsentanten der ACNA sehe.